# マーブル・ヒル-225丁目駅
マーブル・ヒル-225丁目駅（マーブル・ヒル-225ちょうめえき、英語: Marble Hill–225th Street）はニューヨーク市地下鉄IRTブロードウェイ-7番街線の駅である。マンハッタン区マーブル・ヒルのブロードウェイと西225丁目の交差点に位置し、1系統が終日停車する。駅はマンハッタン区最北端の地下鉄駅であり、かつマンハッタン区に位置しながらマンハッタン島外に位置する地下鉄駅2駅の1駅である（もう1駅はIND63丁目線ルーズベルト・アイランド駅）。

## 歴史
1907年1月14日、ブロードウェイ-7番街線はマンハッタン島の仮ターミナルであった221丁目駅から当駅まで延伸開業、これに伴い仮ターミナルであった221丁目駅は役目を終えたため廃止された。開業13日後の27日に路線は230丁目駅（現：231丁目駅）まで延伸され当駅は途中駅となった。
1948年4月6日、103丁目駅 - ダイクマン・ストリート駅間の各駅でホーム有効長の延長が行われた。以前は6両編成までの入線に対応していたが、延長工事により10両編成の列車の入線に対応できるようになった。ただし、125丁目駅のみ2ヶ月後の1948年6月11日に延長が行われている。また、その1ヶ月後の7月9日に当駅含む207丁目駅 - 238丁目駅間の各駅で423,000ドルの費用をかけて延長が行われた。

## 駅構造
| P ホーム階 | 相対式ホーム、右側ドアが開く | 相対式ホーム、右側ドアが開く                            |
| P ホーム階 | 北行緩行線                   | ← ヴァン・コートランド・パーク-242丁目行き（231丁目駅） |
| P ホーム階 | 混雑方向急行線               | → 定期列車設定なし                                      |
| P ホーム階 | 南行緩行線                   | → サウス・フェリー駅行き（215丁目駅）→                  |
| P ホーム階 | 相対式ホーム、右側ドアが開く |                                                         |
| G          | 地上階                       | 出入口                                                  |

駅は相対式ホーム2面と緩行線2線・急行線1線を有した2面3線の高架駅で、中央の急行線は現在定期列車では使用されていない。
駅には1991年にWopo Holupにより制作された『Elevated Nature I-IV』という作品が飾られており、これはホーム壁面にある灰色の大理石のタイルで構成されている。この作品はブロードウェイ-7番街線の他の4駅にも飾られている。

### 出口

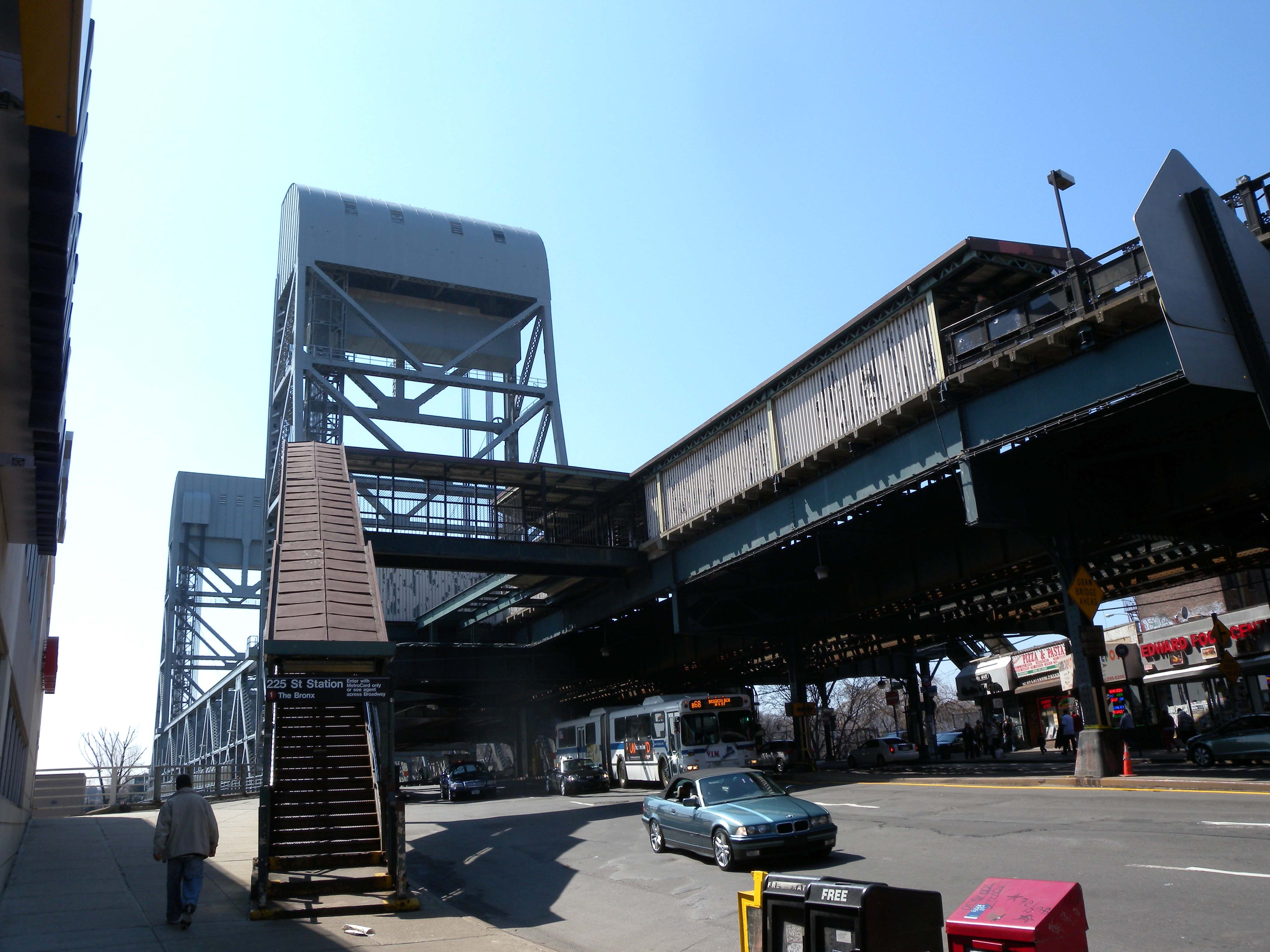
北行ホーム入口階段

改札口は南北ホーム上にそれぞれ独立して存在しており、改札内で南北ホーム間を行き来することはできない。南行ホーム側改札口には回転式改札機ときっぷ売り場、ブロードウェイと西225丁目の交差点北西への階段1つが、北行ホーム側改札口には回転式改札機とブロードウェイと西225丁目の交差点南東への階段1つがある。

## 位置

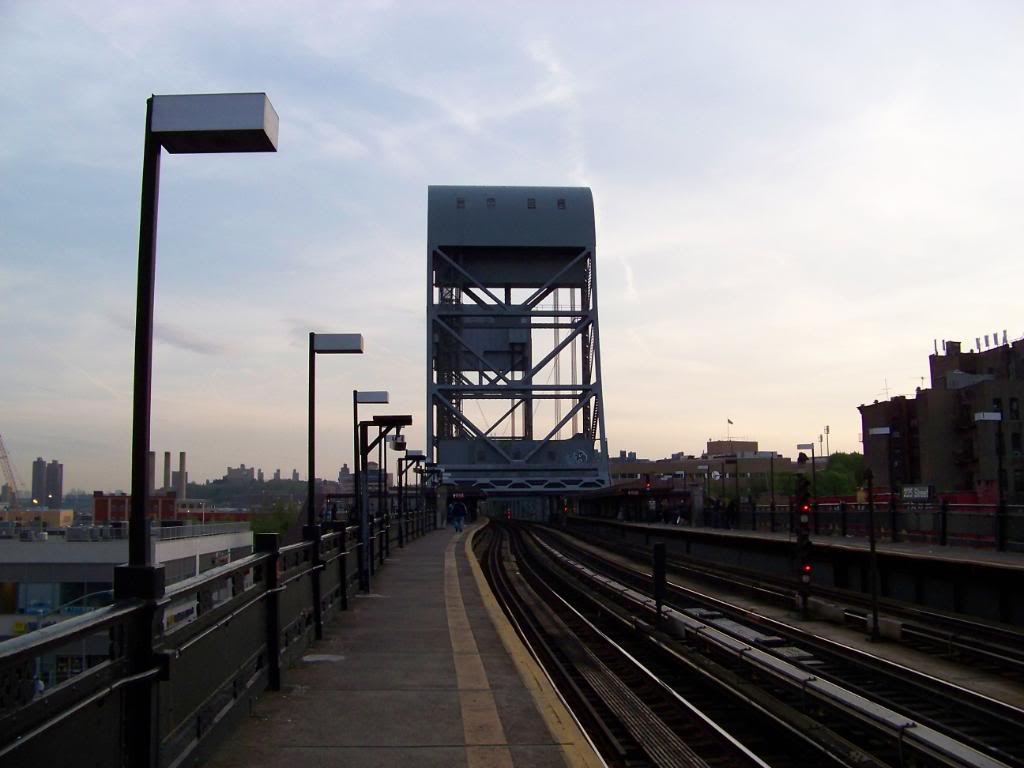
駅からブロードウェイ橋を見る

駅はメトロノース鉄道ハドソン線マーブル・ヒル駅から0.2マイル（0.32キロメートル）以内の場所にあり乗換駅となっている。
今日当駅の位置するマーブル・ヒルは北アメリカ大陸本島に属しブロンクス区と陸続きであるが法的にはマンハッタン区の一部となっている。これは現在駅の南を流れているハーレム川運河が開通する以前はスパイテン・ダイヴィル川がマーブル・ヒルの西・北・東を取り囲むように流れており、マーブル・ヒルがマンハッタン島の一部であったことからマンハッタン島から切り離された現在もマンハッタン区という扱いになっている。